# Kim Huffman
Kim Huffman est une actrice canadienne.

## Biographie
Elle a étudié le chant et l'art dramatique au "Sheridan College" au Canada. Elle joue Cosette dans une production canadienne dans Les Misérables. Elle parle l'allemand, l'espagnol, l'italien et le français. Elle a vécu à New York et à Londres.
Elle est mariée avec Steven Clark, ils ont deux enfants.

## Filmographie
- 1992 : Project Shadowchaser : Naomi
- 1992 : Jeeves and Wooster :  Pauline Stoker
- 1993 :  Lipstick On Your Collar : Lisa Trekker
- 1998 : Recipe for Revenge  : Carly Hunter
- 1998 : Au-delà du réel - l'aventure continue - épisodes : The Outer Limits et To Tell the Truth : Amanda Harper
- 1996–1998 : Traders : Ann Krywarik
- 2000 : The Spreading Ground
- 2002 : K-9: P.I. : Laura Fields